# Frontinella

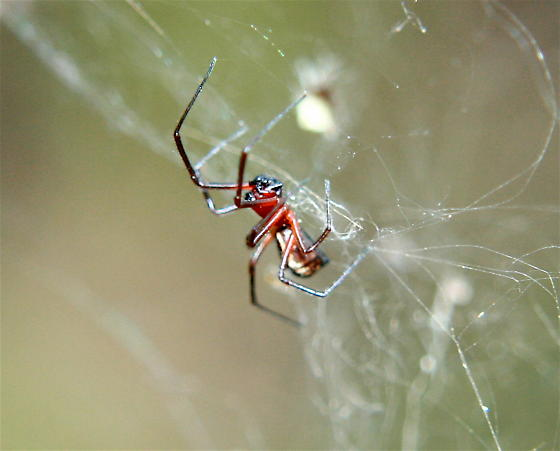
Aranha da espécie Frontinella.

Frontinella é um gênero de aranhas da família Linyphiidae descrito em 1902.